# Briton Ferry Llansawel AFC
Briton Ferry Llansawel Athletic Football Club is een voetbalclub uit Briton Ferry in Wales.
De club ontstond in 2009 als een fusie tussen Briton Ferry Athletic FC (opgericht in 1925) en Llansawel FC uit Neath (opgericht in 1985). Briton Ferry Athletic speelde in het seizoen 1994/95 een seizoen op het tweede niveau. De fusieclub begon in het seizoen 2009/10 op het derde niveau en promoveerde meteen. Op het seizoen na 2016/17 op het derde niveau na, speelde de club tot 2024 op het tweede niveau. In het seizoen 2023/24 won Briton Ferry Llansawel de Cymru South en promoveerde voor het eerst naar het hoogste niveau in Wales. In de Cymru Premier werd Briton Ferry Llansawel in het seizoen 2024/25 tiende en wist zich in de degradatiepoule te handhaven.
Bala Town ·
Barry Town ·
Briton Ferry Llansawel ·
Caernarfon Town ·
Cardiff Metropolitan University ·
Colwyn Bay ·
Connah's Quay Nomads ·
Flint Town United ·
Haverfordwest County ·
Llanelli Town ·
Pen-y-Bont ·
The New Saints